# Limnophyes constrictus
Limnophyes constrictus är en tvåvingeart som först beskrevs av Jean-Jacques Kieffer 1923.  Limnophyes constrictus ingår i släktet Limnophyes och familjen fjädermyggor.
Artens utbredningsområde är Tjeckien. Inga underarter finns listade i Catalogue of Life.